# یکنم
یکنم، روستایی از توابع بخش عمارلو شهرستان رودبار در استان گیلان ایران است.

## جمعیت
این روستا در دهستان جیرنده قرار دارد و براساس سرشماری مرکز آمار ایران در سال ۱۳۸۵، جمعیت آن ۱۵۲ نفر (۵۷خانوار) بوده است.

## مردم
مردم این روستا دیلمی هستند و به زبان دیلمی تکلم می‌کنند. به گفته محققین تات در زبان اهالی گیلان به معنی بومی، روستایی و یکجانشین می‌باشد و منظور از تات همان قوم گیلک است و منظور از زبان تاتی همان زبان گیلکی می‌باشد.
در اینباره پاینده لنگرود زبان دیلمی را برابر با زبان گالشی و گویش کوهستانی نام گزاری میکند .[۱۹]